# 烏珠留若鞮単于
烏珠留若鞮単于（呉音: うしゅるにゃくたいぜんう、漢音: おしゅりゅうじゃくていせんう、拼音: Wūzhūliúruòdīchányú、？ - 13年）は、中国前漢時代から新時代にかけての匈奴の単于。呼韓邪単于と第1閼氏（顓渠閼氏）との子で、車牙若鞮単于の弟。烏珠留若鞮単于というのは単于号で、姓は攣鞮氏、名は嚢知牙斯（のうちがし）という。
父である呼韓邪単于が前漢と和平していたため、単于に即位してからも前漢と和平していた。しかし、次第に前漢の実権を握る王莽からの圧力が強くなり、王莽が新を建国してからは、臣従を求められたため、新から独立して、新に何度も攻め込んだ。

## 生涯

### 単于に即位するまで
呼韓邪単于とその第一夫人である（顓渠閼氏）との間に生まれ、「嚢知牙斯」と名付けられた。
同母兄には、且莫車（後の車牙若鞮単于）がいた。顓渠閼氏の妹である第二夫人（大閼氏）の子として、雕陶莫皋・且麋胥・咸・楽の4人がいて、雕陶莫皋と且麋胥は、且莫車より年長。咸と楽は、嚢知牙斯より年少であった。呼韓邪単于とその他の閼氏（夫人）の間の子であり、嚢知牙斯の異母兄弟のあたる人物が十数人いた。
建始2年（前31年）、呼韓邪単于は死去する。年少者でも第一夫人の顓渠閼氏の子である且莫車に継がせるか、年長者で第二夫人の大閼氏の子である雕陶莫皋に継がせるかで意見が分かれたので、最終的に第一夫人・第二夫人に関係なく、年上から順に単于位を継承させる規則を立てられ、雕陶莫皋が、復株累若鞮単于として即位した。嚢知牙斯の異母兄の且麋胥が左賢王となり、実兄の且莫車は左谷蠡王となり、嚢知牙斯は右賢王に任じられた。
鴻嘉2年（前20年）、復株累若鞮単于が死去し、異母兄の且麋胥が捜諧若鞮単于として即位する。実兄の且莫車は左賢王となった。
元延元年（前12年）、捜諧若鞮単于が死去し、実兄の且莫車が車牙若鞮単于として即位すると、嚢知牙斯は左賢王に任ぜられた。

### 単于に即位する
綏和元年（前8年）、車牙若鞮単于が死去し、左賢王であった嚢知牙斯が烏珠留若鞮単于として即位した（これからは、「嚢知牙斯」ではなく、「烏珠留若鞮単于」と記す）。
烏珠留若鞮単于は弟の楽を左賢王に任命し、呼韓邪単于の第5閼氏の子であり、自身の異母弟の輿を右賢王に任命した。また、子の右股奴王である烏鞮牙斯を漢に遣わして入侍させた。漢は中郎将の夏侯藩・副校尉の韓容を匈奴に派遣してきた。
この時、漢の皇帝である成帝の叔父である大司馬・票騎将軍である王根が政治を司っていたが、ある人が王根に説いた「匈奴の領土で漢の土地に飛び地として入り込んでいるところが、張掖郡にあり、珍しい材木や矢柄、鷲の羽が生産されます。この地を得れば、辺境の地はとても豊かになり、国家として土地を広げる実益もあり、将軍の功績があらわれること、極まりないでしょう」。そこで、王根は成帝に上奏してその利害を説くと、成帝はすぐにその土地を欲して、烏珠留若鞮単于に求めることにしたが、その要求がかなえられない時は、国威を損なうことを恐れた。
そこで、王根は夏侯藩に、ただ、成帝の意を伝えるだけにして、夏侯藩が求めたことにして、烏珠留若鞮単于に漢にその地を与えるように要求させることにさせた。夏侯藩が匈奴につくと、事のついでをよそおって、烏珠留若鞮単于に説いてきた「ひそかに思っていたのですが、張掖郡の漢の土地に入りこんだ匈奴の飛び地となっている領土があります。そのため漢の都尉が3名、塞上にいて、数百名の兵士が長い間、見張りを行い、寒さに苦しんでいます。単于が陛下（成帝）に書を送り、この土地を献上していただければ、すぐに二人の都尉と数百人の兵士を軍務から省くことができます。そうなれば、天子の厚い恩に報いることができ、その報いは必ず大きなものとなるでしょう」。烏珠留若鞮単于は尋ねた。「このことは天子の詔あっての言葉か、それとも、使者（夏侯藩）が求めているだけのことであろうか？」。夏侯藩は言った「陛下のご意思ですが、私としては、単于のためにも良い計画だと考えています」。烏珠留若鞮単于は語った「漢の宣帝と元帝が、父の呼韓邪単于を哀れんで、長城より北は匈奴の領有としてきた。あの土地は、（匈奴の王の一人である）温偶駼王の居地であり、その土地の状況について把握していないので、使者を派遣して問わせることにしよう」。夏侯藩と韓容は承知して漢の土地へ帰った。
その後、また、漢から使者として夏侯藩が送られ、匈奴にその土地を要求してきた。烏珠留若鞮単于は言った。「父や兄から五代に渡って、漢はその土地を要求してこなかった。しかし、私にだけは要求してくる。これはなぜか？　すでに温偶駼王に問うたところ、匈奴の西辺の諸侯は、穹廬や車を作るのに、みな、この山の材木に頼っているとのことである。さらに、先祖から受け継いだ土地を失うわけにはいかない」。夏侯藩が漢に帰ると、太原太守に左遷させられた。
烏珠留若鞮単于は使者を送って、上奏してきて、夏侯藩が匈奴の土地を求めたことについて尋ねさせた。成帝は詔で、烏珠留若鞮単于に答えてきた「夏侯藩は天子の命令といつわって、単于の土地を求めた。法では死に当たるが、二度の大赦により、夏侯藩は済南太守に左遷させ、匈奴との交渉には当たらせないことにした」。
綏和2年（前7年）、漢に遣わして入侍させていた子の烏鞮牙斯が死去したため、烏珠留若鞮単于はふたたび子の左於駼仇撣王である稽留昆を入侍させた。

### 漢に来朝する
建平2年（前5年）、烏孫王の庶子である卑援疐が翕侯（きゅうこう：諸侯）などを率いて匈奴の西界に侵入し、牛などの家畜を盗んで多くの人民を殺した。烏珠留若鞮単于はこれを聞くと、左大当戸の烏夷泠に5千騎を率いさせて烏孫を撃たせ、数百人を殺し、千人あまりと、牛などの家畜を奪い去った。卑援疐はこれに恐れをなし、子の趨逯を匈奴への人質とした。烏珠留若鞮単于はその人質を受けとり、このことを漢に報告した。しかし、漢は中郎将の丁野林・副校尉の公乗音を派遣して、烏珠留若鞮単于を責めて、その人質を返すよう告げてきた。烏珠留若鞮単于は詔を受けとり、人質を返してやった。
建平4年（前3年）、烏珠留若鞮単于は上書して翌年の建平5年（前2年）に入朝すると報告した。
建平5年（前2年）、烏珠留若鞮単于は病のため、入朝を次の年（前1年）に延ばしてもらい、入朝に従う人数を故事による200人余から、500人に増やして欲しいと願い、全て、哀帝に許される。
元寿2年（前1年）、烏珠留若鞮単于はようやく漢に入朝する。漢に来た方角が太歳（木星）に当たっていたため、哀帝は、厭勝しようとして、烏珠留若鞮単于は上林苑の蒲陶宮に宿泊させられた。烏珠留若鞮単于に敬意を加えるためと哀帝に告げられたが、烏珠留若鞮単于はその事情を知っていた。河平年間に匈奴に賜ったものと同様のものを与えられたものに加え、衣370襲、錦繍繒帛3万匹、絮3万斤を賜った。
全ての儀礼が終わると、烏珠留若鞮単于は帰国した。哀帝は、漢に入朝していた稽留昆を烏珠留若鞮単于に従わせて匈奴に帰らせた。烏珠留若鞮単于は、漢の中郎将の韓況に見送られることになったが、辺境に出て、迂回して帰国したため、期日を失して、50数日帰らなかった。
烏珠留若鞮単于は匈奴に帰った後、稽留昆の同母兄にあたる右大且方とその夫人を漢に入侍させた。

### 王莽からの規制
同年、漢では哀帝が死去し、その従弟にあたる平帝が漢の皇帝に即位した。平帝はいまだ9歳であったため、政治の実権は成帝の母であった王政君が太皇太后として政治を執り行い、王政君の甥にあたる新都侯の王莽が大司馬に任じられ、政治の実権を握った。
右大且方が漢から帰還すると、烏珠留若鞮単于はまた、右大且方の同母兄にあたる左日逐王の都（人名）と、その夫人を入侍させた。
王莽は、漢の威德が盛んであることを示して、王政君を喜ばそうとした。烏珠留若鞮単于は、王莽にほのめかされ、復株累若鞮単于と王昭君の娘である須卜居次の云を漢に使わして、王政君に入侍させた。そのために与えられた賞賜はとても手厚いものであった。
元始2年（2年）、車師後王の姑句が戊己校尉の徐普と問題を起こし、妻子人民を連れて匈奴に亡命してきた。また、去胡来王も唐兜の赤水羌に攻められ、西域都護の但欽に救援を求めたが、但欽は救援をしなかったため、その仕打ちを怨み、唐兜もまた、妻子人民を率いて匈奴に亡命してきた。烏珠留若鞮単于は彼らを受け入れ、左谷蠡王の地に住まわした。烏珠留若鞮単于はこの事を漢に報告した。
そこで漢は詔を発して、中郎将の韓隆・王昌・副校尉の甄阜・侍中謁者の帛敞・長水校尉の王歙を匈奴に派遣して烏珠留若鞮単于に、「西域は漢に内属しているから、降伏を受け入れてはならない。今すぐ、姑句と唐兜を帰らせるように」と伝えてきた。
しかし、烏珠留若鞮単于は意見した「漢の宣帝と元帝に哀れんでいただき、長城より南は漢の天子の領土であるが、長城より北は匈奴の単于の領土であることを約束していただいている。そのため、塞を侵略するものがあれば、すぐに漢の天子に上聞し、投降するものは受け入れないことにしている。私の父である呼韓邪単于はとてつもない恩をうけ、死ぬときに『中国から来た投降者は決して受け入れず、すぐに塞に送り、天子の厚い恩に報いように』と遺言されている。しかし、今回は外国のことであるため、受け入れたのだ」。
しかし、漢の使者たちは言った「匈奴の骨肉が争った時、国はほとんど絶えそうであったのに、中国の大きな恩を受け、滅亡の危機から、国を存続できて妻子を安んじることができ、それから代々、相続できているのである。漢の恩義に報いるように」。烏珠留若鞮単于は叩頭して謝罪し、姑句と唐兜の2人の王を使者に渡した。漢では詔を行い、中郎将の王萌に西域の悪都奴の境界で引き取らせた。烏珠留若鞮単于は使者を漢に送り、姑句と唐兜の赦免を請うた。時の漢の権力者である王莽は詔を下し、2人の罪を許さず西域諸国の王を集めて、2人の王を処刑して、みせしめとした。
加えて王莽は、以下の4条を取り決め、匈奴に命じた。
1. 中国人の亡命者を受け入れてはならない。
2. 烏孫人の亡命者・投降者を受け入れてはならない。
3. 西域諸国で中国の印綬を受けた者の投降者を受け入れてはならない。
4. 烏桓人の投降者を受け入れてはならない。

このことは、中郎将の王駿・王昌・副校尉の甄阜・王尋が派遣され、勅書をいれる箱に封じて、烏珠留若鞮単于に渡された。烏珠留若鞮単于はこれを奉じ、行うことになった。漢の使者は、かつて宣帝が約束した勅書をいれた箱は取り返し、帰っていった。
この時、漢では、王莽が中国では2文字の名を1文字に改めるよう奏上したので、烏珠留若鞮単于にも使者が派遣されて、このことが伝えられ、漢を慕って、名を一字にするような上書をすれば、厚い恩賞が与えられると伝えた。そこで、烏珠留若鞮単于は上書した「幸いにも漢の藩臣になり、太平の聖制を楽しんでいます。私のかつての名は“嚢知牙斯”と言いましたが、今、つつしんで名を“知”と改めます」。王莽はこれを喜んで、このことを王政君に伝えると、漢では詔が行われ、厚い恩賞がくだされた。これにより、烏珠留若鞮単于は名を“嚢知牙斯”から “知”へ改めることとなった。
烏珠留若鞮単于が王莽によって名を替えられたことについて、20世紀の日本の中国史学者である東晋次は、「これは匈奴の文化にまで介入するものであり、もはやそれまでの匈奴と漢の対等な関係を破棄する処置だと言わざるを得ない」と論じている。また、20・21世紀の日本の中国思想学者である渡邉義浩は、「王莽は、匈奴に手厚く贈り物をする一方で、単于に改名させ、「聖制」に従うことを請い願わせている。自らの徳が四方に広がっていることを夷狄により表現したのである」と論じている。
漢が四か条の取り決めを命じた後、護烏桓校尉の使者が烏桓の民に告げて、今まで烏桓から匈奴へと貢納されてきた皮布税を与えてはならないことにした。匈奴では使者を派遣してこれまで通り、烏桓が皮布税を払わないことを責めることに決め、匈奴の人民婦女で烏桓にと商業を行おうとしていたものも皆、使者に従っていった。
烏桓はこばんで言った「天子からの詔にある取り決めを奉じる以上、匈奴に税を与えられないのです」。匈奴の使者は怒り、烏桓の酋長や豪族を捕らえ、縛って、さかさまに吊るした。酋長や豪族の兄弟が怒って、匈奴の使者やその属官を殺して、その婦女や牛馬を奪った。
これによって匈奴と烏桓の間で争いが起き、烏珠留若鞮単于は左賢王に命じて烏桓に侵攻させ、多くの烏桓人を殺させた。烏珠留若鞮単于はこのことを聞いて、使者を派遣して、左賢王の兵を発して、烏桓が使者を殺したことを責め、烏桓を攻撃した。烏桓は分散して、あるものは山へと逃げ、あるものは東の塞を守った。匈奴は烏桓の人民をたくさん殺害し、婦女や弱いものを千人捕まえて去り、左賢王の領地に捕らえて、烏桓に告げて言った「馬畜や皮布を持って、贖いに来るといい」。烏桓の略奪されたものの親族2千人余りが財物や家畜をもって行き、贖おうとしたが、匈奴はこれを受け取りながら、人々は帰さなかった。

### 新からの印の文字
始建国元年（9年）、正月、遂に王莽が帝位を簒奪し、漢を滅ぼして新を建てた。この時、皇帝となった王莽が詔を行った「天に二日（二つの太陽）無く、土に二王無いのは、百王の変わらない道理である。漢が諸侯や四方の夷狄を“王”を称するのは、古典とたがえており、天下一統の考えにもとる（一統に悖る）。諸侯王を号は全て“公”と号するように定め、四方の夷狄が“王”と僭称しているものは、号しているものは、全て“1侯”とするように改める」。
同年秋、王莽は、五威将の王奇ら12人を各地に派遣し、「漢から王莽に天命が移り、天下を治めることになった」という内容の符命42篇を天下に広めさせた。五威将は符命を奉じ、新の印と組み紐を渡され、新の王侯以下の官吏と、外国の匈奴や西域、蛮夷の国まで全て新王朝の印と組み紐を授け、漢の印と組み紐と回収しようとした。五威将はそれぞれ一将ごとに左・右・前・後・中帥の五帥が配属され、それぞれの方面ごとに色分けされ、節を持ち、太一の使者と称し、帥は旗を持ち、五帝の使者と称していた。
王莽は五威将らに「天のもと、至るところないようにせよ」と命じ、東は、玄菟・楽浪・高句驪・夫余、南は、益州を経て、句町の“王”を“侯”に格下げした。西は、西域を至り、その西域の全ての“王”を“侯”に格下げした。
王莽は、北へは、五威将の王駿 と五威率の甄阜・王颯・陳饒・帛敞・丁業の六人を匈奴へ派遣した。六人は、金や帛を大量に持参して、単于にそれを厚く与えて、漢に代わって新が天命を受け王朝を開いたことをさとさせ、単于が持っている古い漢の印綬を、新しい新の印綬へと取り換えさせようとした。従来の漢による印綬には「匈奴単于璽」と刻まれていたが、新の印綬には「新匈奴単于章」と刻まれていた。前の印綬には匈奴の自立性を尊重して“漢”の文字を入れなかったが、新しい印綬には新朝に服属するという意味を込めて、わざわざ“新”の文字を入れ、さらに“璽”から、他の外国と同じ“章”にランクを落とされていた。
すなわち、匈奴は漢から独立した王であることを否定され、新に服従する臣下と位置づけられたのである。
王駿らは匈奴に到着して、烏珠留若鞮単于に新たな“新”の印と組み紐を授けようとして、王莽の詔によって、漢が与えた印と組み紐を取り上げようとした。烏珠留若鞮単于は再拝して、その詔を受けた。新の通訳が進みでて、元の印と組み紐をもらおうとした。烏珠留若鞮単于は元の印と組み紐を差し出そうとした。その時、左姑夕侯の蘇（人名）がさえぎった「また、新しい印の文字を見ていません。与えてはなりません」。そこで、烏珠留若鞮単于は差し出すのは止めて、使者たちを穹廬に座るように請い、進み出て寿を述べようとした。
使者たちは、言った「元の印と組み紐をすぐに陛下（王莽）にお返ししていただきたい」。烏珠留若鞮単于は承知したが、蘇がまた横から、口を出した。「新しい印の文字を見るまでは与えてはなりません」。しかし、烏珠留若鞮単于は「印の文字を、変更するはずがあろうか」と言って、ついに、元の印と組み紐を首から解いて、使者に返上し、烏珠留若鞮単于は新しい印の組み紐を首につけたが、印の文字は見ずに、宴の飲食を行い、夜になってそれを終えた。
宴の後、使者たちが集まると、右率の陳饒が、五威将の王駿と他の五威率に言った「先ほど、姑夕侯が印の文字を疑い、あやうく烏珠留若鞮単于が、元の印を返上しないところであった。新しい印の文字を見れば、その文字が改変されていることが判明し、必ず元の印を返すように求めてくるだろう。そうなった場合、言葉で説得しても拒否はできないだろう。せっかく返上させることができたのに、取り返されては、君命を辱めること甚だしい。元の印を壊して、禍根を絶つのがいいだろう」。王駿と他の五威率は躊躇し、応じるものがなかったが、陳饒は斧で元の印を壊してしまった。
翌日、烏珠留若鞮単于は、新しい印を見て、印の文字が変わっていることを知り、格下げされている上に“新”に完全に臣従することになっているのを見て、右骨都侯の当（人名）を派遣し、五威将と五威率たちに、そのことを告げさせ、元の印を返すように求めた。しかし、五威将と五威率たちは、壊した元の印を示して、言った「新しい印は、新の帝室が天に従い、作ったものです。元の印は、我々が破壊してしまっています。単于は天命を奉じて、新の帝室の制を奉じてください」。
当（人名）が戻って、そのことを烏珠留若鞮単于に報告すると、烏珠留若鞮単于はもうどうしようもなく、多額の贈り物を受けていたこともあって、弟である右賢王の輿（人名）を派遣して、牛や馬をささげ贈り、五威将と五威率たちとともに入朝させて、謝辞を行い、上書して元の印を求めさせた。
印の文字について、東晋次は、「問題は印文である。中国国内で諸侯王に封ぜられるのは、皇帝の皇子であるが、彼らが所持する印の印文は「某王之璽」という。（中略）「璽」は皇帝の六璽にも用いられるが、一般の臣下の印は、最高の列侯でも「某侯之印」といったように「印」を用いる。そして「璽」と「印」の間の「章」は、漢王朝に服属した周辺異民族の首長（外臣）に与えられる印に用いられる。さらに外国の臣下たることを示すために「漢」の字を頭に冠するのが原則である。「漢某王章」といったものになる。ところがいま問題にしている匈奴の場合、従来は「匈奴単于璽」であった。これは国内の諸侯王と同じ待遇であり、しかも外臣でないことを示すために「漢」字を冠していない。つまり匈奴は漢と対等の国とされたことを意味する。しかるに、王莽はこれを、一般の外臣の首長と同格の「新匈奴単于章」と改めてしまったわけである。匈奴側としては絶対に容認しがたい措置と言わざるを得ない」と論じている。

### 新との対立
五威将と五威率たちが、帰還する時に、匈奴の左犂汗王の咸（人名）の領地に着くと、烏桓の民が多くいるのを見つけ、咸にその理由をたずねた。咸が、烏桓の人々を捕らえた事情を語ると、五威将と五威率たちが言った。「以前の4条の制約において、烏桓の降伏するものを受け入れてはならないとしていたはずである。すぐに帰すように」。咸は言った。「烏珠留若鞮単于に相談をしてから、その許可をもらってから、帰しますので、確認されてください」。咸が烏珠留若鞮単于にたずねると、烏珠留若鞮単于は咸にたずねさせた。「烏桓の民は、塞内から帰せばいいのでしょうか？　それとも、塞外から帰すべきでしょうか？」。五威将と五威率たちが専断できず、王莽に確認した。王莽から詔が報じられ、塞外から帰すことになった。
烏珠留若鞮単于は漢からは、夏侯藩に領土を求められ、さらに、烏桓から税を取らないことを要求されて、烏桓の人民を略奪することとなり、さらに、新によって、印の文字まで変更されて、新へと怨みをいだいた。そこで、右大且渠の蒲呼盧訾ら十数人に一万騎の兵を率いさせ、烏桓を護送することを名目として、朔方の塞の近くに配置させた。朔方の太守は王莽へと報告した。
始建国2年（10年）、匈奴に降伏しようとして、西域都護の但欽に殺された車師後王須置離の兄である狐蘭支が民衆2千余人と家畜を率い、国を挙げて匈奴に亡命してきたとき、烏珠留若鞮単于は４条の制約を無視してこれを受け入れた。そして狐蘭支は匈奴と共に新へ入寇し、車師を撃って西域都護の司馬を負傷させた上で匈奴へと帰還した。
時に新の戊己校尉の史（官名）の陳良・終帯・司馬丞の韓玄・右曲候の任商らは西域の反乱を見、さらに匈奴が大いに侵攻しようと考えていると聞いて、並んで死ぬことを恐れて、ともに謀って、役人と兵士、数百人を脅かし奪って、戊己校尉の刁護を殺した。陳良らは、使者を送って、匈奴の南犂汗王である南将軍と通じた。南将軍は、二千騎を率いて、西域に入って、陳良らを迎え入れ、陳良らは戊己校尉の役人や兵士、男女二千人余りを全ておどかし奪って、匈奴に投降した。韓玄と任商は南将軍の所に留まり、陳良と終帯は単于の宮庭に至り、人民たちは別に零吾水に近くで農耕することになった。烏珠留若鞮単于は陳良と終帯を烏桓都将軍に任じ、2人は烏珠留若鞮単于の近くに留められ、何度も呼ばれて、飲食をともにした。
また、10月までに、王莽が与えた印を漢の時代の文字にもどさなかったために、辺境の郡を攻め、役人や民衆を殺害・略奪している。

### 王莽の対応
同年12月、王莽は匈奴の単于の名を変えて、“降奴服于”とした。王莽は詔を下した「降奴服于の知（烏珠留若鞮単于のこと）は、道理を侮り、先の4条に背いて、西域を侵犯し、新の辺境にまで及んで民を害し、その罪は夷滅に当たる。立国将軍の孫建ら12将に命じ、派遣して、10道から並び出て、ともに皇天の威を行わせ、罰を知（烏珠留若鞮単于）の身に与えよう。ただ、知の先祖である呼韓邪単于の稽侯狦は代々、忠孝であり、塞を保ち守ったものであり、知の罪だけをもって稽侯狦の血族を滅ぼすのは忍びない。今、匈奴の国土と人民を15に分割し、稽侯狦の子孫15人を全て単于として立てることにする。遣中郎将の藺苞と戴級を塞の近くに使わして、稽侯狦の子孫を召して単于として拝するようにさせる。諸々の匈奴の人で知の罪に連座するものは全て赦免するように」。
そこで、王莽は次のように軍を派遣した。
- 五威将軍の苗訢、虎賁将軍の王況は五原から出撃する。
- 厭難将軍の陳欽、震狄将軍の王巡は雲中から出撃する。
- 振武将軍の王嘉、平狄将軍の王萌は代郡から出撃する。
- 相威将軍の李棽、鎮遠将軍の李翁は西河から出撃する。
- 誅貉将軍の陽俊、討穢将軍の荘尤は漁陽から出撃する。
- 奮武将軍の王駿、定胡将軍の王晏は張掖から出撃する。

さらに、褊裨（将軍を補佐する武将）以下180人が任じられ、天下囚徒、壮丁、武装した兵士が30万人を募り、各郡から衣や裘、兵器、糧食を輸送し、長吏（地位の高い地方官）が自ら海や江水・淮水の地方から北辺に送り届け、使者が駅伝を駆け巡って督促し、（厳しい）軍法によって從事させるなど、天下は騷動した。先についた者辺郡に駐屯し、集まるのを待って、同時に出撃することになった。
始建国3年（11年）、王莽は、尚書大夫の趙並を派遣して、北辺の軍の労をねぎらわせた。趙並は帰還すると、五原の北仮の土地が肥えていて、穀物がよく実り、以前、田官が常置されたことを、王莽に言上した。そこで、王莽は趙並を田禾将軍に任じて、国境を守る兵士を発して、北仮で屯田を行われ、軍の兵糧を助けることにさせた。
この時、王莽の諸将は、辺境において大勢を集めていたが、官吏や役人は放縦であり、塞内の郡はその徴発に苦しみ、民は城郭から逃亡して盗賊となり、特に并州と平州が最も甚だしかった。王莽は7人の公と6人の卿に全て将軍と称させて、著武将軍の逯並らを派遣して、著名な都市に配備し、中郎将と繡衣執法それぞれ55人を辺境の大郡に分けて配備して、大悪人や狡猾に武器を弄ぶものを監督させたが、彼らも全て外に出て悪事を行い、州や郡をかき乱し、賄賂が横行して市となるほどであり、百姓を侵し漁った。
王莽はまた、詔を下した「虜となるべき知（烏珠留若鞮単于）の罪は夷滅に当たるゆえ、猛将を12部に分け、同時に出撃させて、一挙に決戦し、滅ぼそうとしたのである。そのため、内に司命と軍正を配備し、外に軍監12人を設けて、命令を奉じないものを司らせ、軍人を全て正そうとしたのである。それなのに、現在はそうではなく、それぞれが権勢を振るい、良民を脅し、みだりに人の首に封を行い、その封を取らせるために金をとっている。毒虫のような悪行を行われ、農民が離散している。司命や軍監がこのようにあって、その職を果たしていると言えようか？　今からは、このようなことを犯したものは、すぐに捕らえてつなぎ、その名を上聞するように」。王莽のこの詔が行われたに関わらず、軍の放縦なことは元のままであった。
西域都護の但欽は上書して「匈奴の南将軍である右伊秩訾王が兵を率い、西域諸国を攻撃しようと企んでいる」と報告した。そこで王莽は匈奴を15人の単于を分立させようと考え、中郎将の藺苞・副校尉の戴級に兵1万騎を率いさせ、多くの珍宝でもって雲中の塞の近くに至り、呼韓邪単于の諸子を招き寄せ、次の単于に立てようとして、通訳を塞から出して招きだした。
やって来たのは右犁汗王の咸とその子の登と助の3人で、藺苞らはとりあえず咸を脅して、拝して孝単于とし、安車と鼓車各一両、黄金を千斤、雑繒を千匹、旗のついた戟を十本与えた。さらに、助を拝して順単于とし、黄金五百斤、与えた。そして助と登を長安に連れ帰り、邸宅に留めた。王莽は、藺苞を宣威公に封じ、虎牙将軍に任じ、戴級を揚威公に封じた。

### 新と敵対・交戦する
この事を聞いた烏珠留若鞮単于はついに激怒し、語った。「先の呼韓邪単于は漢の宣帝に恩を受けていたため、背くことはできなかった。今の天子の王莽は、宣帝の子孫ではないのに、どうして、帝位に立っているのか？」。そこで左骨都侯で右伊秩訾王の呼盧訾と左賢王の楽らに兵を率いさせ、雲中の益寿塞から侵入させ、大いに吏民を殺させた。ここにおいて、呼韓邪単于以来続いた中国との和平は完全に決裂したのである。
この後も、烏珠留若鞮単于は、左右の部の都尉や諸々の辺地の王に塞内に入って、攻撃をさせた。大規模な時は一万騎余り、中規模な時は数千騎、小規模なものは数百騎で行い、雁門郡や朔方郡の太守や都尉を殺害し、多くの役人や民、家畜を奪うこと数えきれないほどであり、そのために辺境は空虚となった。
王莽は新の皇帝に即位したばかりであったため、府庫の富を頼んで、権威を立てようとして、12部の将や率を任命して、郡国の勇士と武庫のすぐれた兵器を発して、各地に駐屯させ守らせ、辺境に物資を輸送させた。王莽は、30万人の人数を辺境に集め、300日分の兵糧を用意し、同時に10道から並んで進撃させ、匈奴を追い詰め、丁零の地に追いやり、さらに匈奴の領地を分割して、呼韓邪の15人の子を単于として立てようとした。
王莽の武将の荘尤は王莽を諫めたが、王莽は聞き入れず、兵と兵糧を徴発したので、天下は騒動した。
咸はすでに王莽から孝単于として立てられていたが、新から逃げ出して、塞から出て、烏珠留若鞮単于の宮庭に帰っていき、烏珠留若鞮単于に脅かされていたことを話した。烏珠留若鞮単于は、咸を粟置支侯という匈奴の低い地位に任じた。後に、長安に連行された助が病死したため、王莽は登を代わりに順単于として立てた。

### 新を苦しめる
厭難将軍の陳欽と震狄将軍の王巡は雲中の葛邪塞に駐屯した。この時、匈奴は何度も新の辺境を侵略し、多くの将や率、官吏や役人を殺害し、人民を略奪し、家畜を持ち去ることがとても多かった。新軍が捕らえた捕虜は皆、孝単于の咸の子である角（人名）が、何度も侵攻していると話し、陳欽と王巡はこのことを王莽に上聞した。
始建国4年（12年）夏、王莽は怒り、諸々の異民族を集めて、咸の子である登を長安の市場で処刑して見せしめとした。
新の北辺の匈奴との匈奴は、漢の時代は、宣帝以来、数世代にわたって、烽火を見たこともなく、人民はとても盛んであり、牛馬も野にあふれていた。しかし、王莽が匈奴を交戦に追い込んだため、辺境の民は死亡するもの、逃亡するもの、捕らえられるものが続出し、12部の兵は長い間駐屯するばかりで出撃することができず、官吏や役人は疲弊していき、数年の間に北辺は空しくなり、むき出しになった骨が野に散乱するようになった。
正確な時期は不明であるが、烏珠留若鞮単于の在世中に、次の単于となる左賢王がしばしば死んだため、その号を不祥だとして、左賢王の名称を「護于」と変えた。護于は最も尊貴が高く、次の単于となる人物が任じられることとなった。そこで、烏珠留若鞮単于は、自分の長子を護于に任じ、国を伝えようとした。
始建国5年（13年）、烏珠留若鞮単于は即位21年で死去し、王莽によって孝単于に立てられたことがある咸がその後を継いで烏累若鞮単于となった。

## 子
- 右股奴王（烏鞮牙斯）
- 左於駼仇撣王（稽留昆）
- 右大且渠王（方）
- 左日逐王（都）
- 蘇屠胡本
- 醢落尸逐鞮単于（比）
- 丘浮尤鞮単于（莫）
- 伊伐於慮鞮単于（汗）